# 阿什莉·斯泰西
阿什莉·斯泰西（英語：Ashley Steacy，1987年6月28日—），加拿大女子橄榄球运动员。她曾代表加拿大七人制国家队参加2016年夏季奥林匹克运动会七人制橄榄球比赛，获得一枚铜牌。